# Nicolas Gougenot
Nicolas Gougenot (* 1580 in Dijon; † 1640) war ein französischer Schriftsteller.

## Leben und Werk
Nicolas Gougenot war Hugenotte und Verehrer des Theaterautors Alexandre Hardy. Im Alter von 50 Jahren (ungefähr zum Zeitpunkt von Hardys Tod) wandte sich Gougenot selbst schöpferisch der Literatur zu und schrieb einen Roman (1634), zwei Theaterstücke (1633, 1634) und das literaturtheoretische Werk Discours à Cliton (1637). Die Tragikomödie La comédie des comédiens von 1634 (laut Jean-Pierre Ryngaert eine fundamentale Informationsquelle für das Theaterleben der französischen Klassik) wurde lange Georges de Scudéry zugeschrieben. Die theoretische Schrift Discours à Cliton sur les Observations du Cid avec un traité de la disposition du poème dramatique et de la prétendue règle de vingt-quatre heures galt lange als Werk von Jean Mairet, dann von Jean-Gilbert Durval. Seit den Arbeiten von François Lasserre (* 1935) darf der Autor Nicolas Gougenot in der Forschung als rehabilitiert gelten, nicht jedoch in vielen Handbüchern.

## Werke (Auswahl)
- Le romant de l’infidelle Lucrine. Hrsg. François Lasserre. Droz, Genf 1995. (Vorwort von Jean-Pierre Collinet, 1930–2011)
- La Comédie des comédiens. Hrsg. David Shaw. University of Exeter, Exeter 1974. (als Autor wird Gougenot genannt, ohne Vornamen)
- La comédie des comédiens et Le discours à Cliton (avec l’étude de son attribution à Gougenot). Hrsg. François Lasserre. Narr, Tübingen 2000.
- La fidèle tromperie. Tragi-comédie. Hrsg. François Lasserre. H. Champion, Paris 2014. (kritische Ausgabe)